# 马克·吐温
馬克·吐温（1835年11月30日—1910年4月21日），本名塞缪尔·朗霍恩·克莱門斯（Samuel Langhorne Clemens），美國著名作家兼演說家，以幽默而機智聞名，筆下的人、事、時、地、物皆能帶讀者隨他一同回到西部拓荒時代。其交遊廣闊，威廉·迪安·豪威爾斯、布克·華盛頓、尼古拉·特斯拉、亨利·羅傑等諸界人士皆為其友。海倫·凱勒曾言：「我喜歡馬克吐溫──誰會不喜歡他呢？即使是上帝，亦會鍾愛他，賦予其智慧，並於其心靈裡繪畫出一道愛與信仰的彩虹。」威廉·福克納稱吐温為「第一位真正的美國作家，我們都是繼他而來」。马克·吐温逝於1910年，享年七十五歲，葬於紐約州埃尔迈拉。

## 筆名
“马克·吐温”（Mark Twain）是其最常使用的笔名，一般認為源自其早年在密西西比河的水手生涯，意為「兩個記號」，亦即水深两浔，水流平稳（1浔约1.8米）；此為輪船安全航行的必要條件。亦有一說，指其在美國西部流浪時，經常在酒館點兩杯酒，並要求酒保在帳單上記「兩個記號」。然而孰真孰假，或兩者皆虛，則無從稽考。

## 生平

### 童年

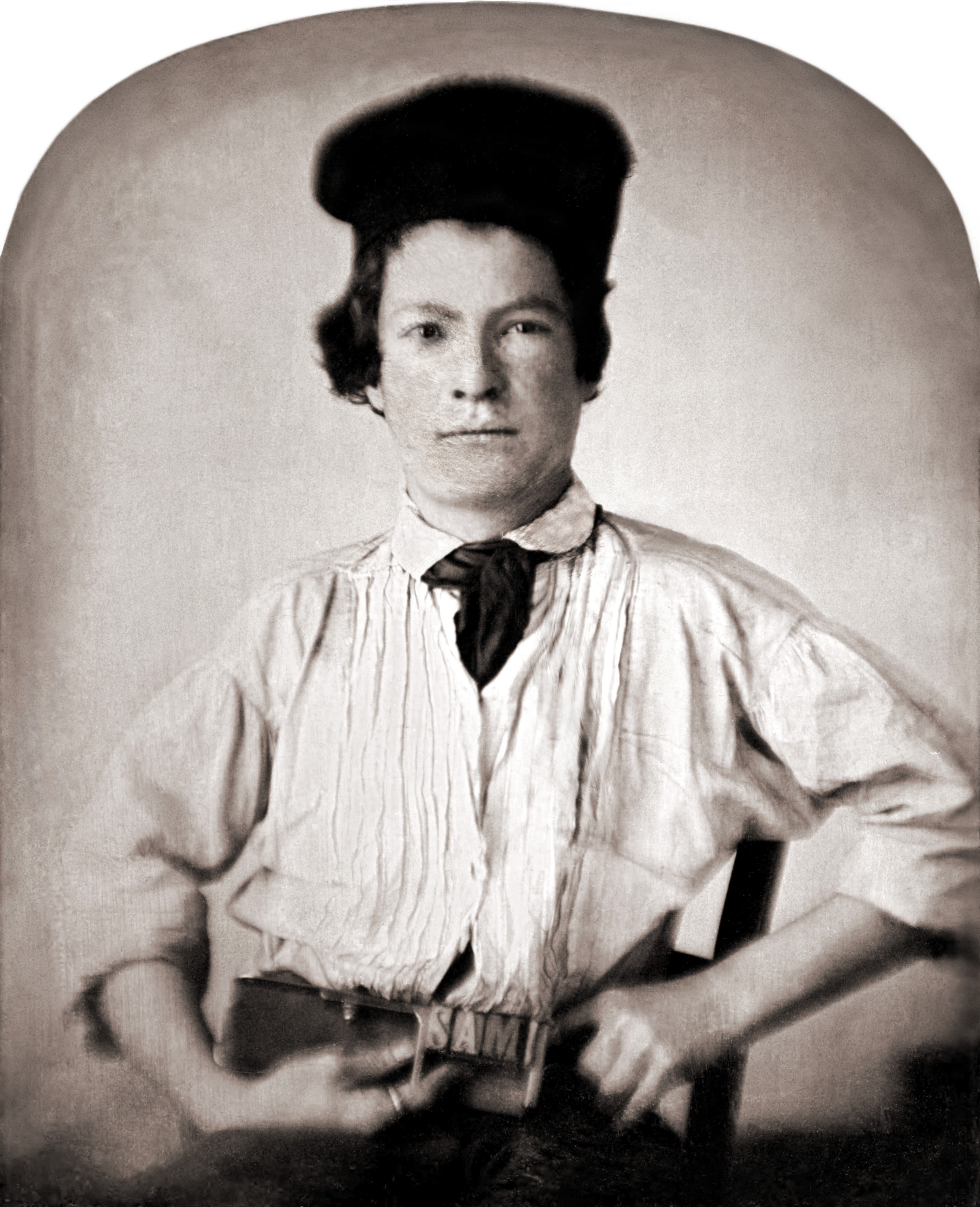
15岁的塞缪尔·克莱门斯

塞缪尔·克莱門斯於1835年11月30日生於美国密苏里州的小村佛羅里達的貧窮律師家庭，该村距离汉尼拔不远。他在家中七子中排行老六，六名手足裡僅三名未夭折，分别是哥哥奧利安（Orion Clemens，1825年7月17日 - 1897年12月11日）、姊姊帕梅拉（Pamela，1827年9月19日 - 1904年8月31日）和弟弟亨利（Henry Clemens，1838年7月13日 - 1858年6月21日）。他的姊姊瑪格麗特（Margaret）在他四歲時死去，哥哥班傑明（Benjamin，1832年6月8日 - 1842年5月12日）在三年後亦死去。他的另一個哥哥普莱森特（Pleasant，1828年 - 1829年）只活到塞缪尔出生前三個月。塞缪尔4歲時，他們一家遷往密苏里州汉尼拔，一個毗邻密西西比河的港口城市，而這就成為他後來的著作《湯姆歷險記》和《頑童流浪記》中聖彼得堡的城市的靈感。當時密苏里州是聯邦的奴隸州，而年輕的塞缪尔開始了解奴隸制，這成為往後在他的歷險小說中的主題。
克莱门斯天生色盲，而這激起他在社交圈子的詼諧玩笑。1847年3月，當塞缪尔11歲時，他的父親死於肺炎。接著的那一年，他成為一名印刷學徒。1851年，他成為一名排字工人，也有投稿，並開始給他哥哥奧利安創辦的《漢尼拔雜誌》（Hannibal Journal）寫草稿。在他18歲時，他離開漢尼拔並在紐約市、費城、聖路易和辛辛那提市都當過印刷工人。22歲時，克莱门斯回到密苏里州。在下密西西比河到紐奧良的旅途中，輪船的引水人「畢斯比」要克莱门斯終身當引水人，而這是當時全美薪資第三高的職業，每月250美元（等於現在的73,089美元）。
由於那時的輪船是由很易燃的木材建造，因此在晚間亦不可以開燈。引水人需要對不斷改變的河流有豐富的認識，因而可以避開河岸成百的港口和植林地。克莱门斯在獲得引水人執照（1859年）前，花了兩年多一絲不苟地研究密西西比河2000多英里的航道。在获照前的训练期间，塞缪尔说服弟弟亨利与他一起在密西西比河上工作。1858年6月21日，亨利因所在轮船爆炸而死亡。亨利死前一个月，塞缪尔曾在梦中预见这场悲剧，使他此后对心理玄学产生极大兴趣。亨利的死让塞缪尔深感内疚，他在余生中一直认为自己需承担责任。此後他继续在河上工作負責引水，直到1861年南北战争爆发後密西西比河的運量大幅縮水。

### 旅行與家庭
密蘇里州是一個奴隸州，被視為屬於南方州份之一，但戰爭時期卻沒有選擇加入南方政府。當戰爭開始時，克莱门斯和幾位朋友加入一支邦聯的民兵部隊（這在一部1885年的短篇「The Private History of a Campaign That Failed」中有相關描述），克莱门斯發現自己不忍殺人而選擇離開。他的朋友加入南軍；克莱门斯則到他的哥哥奧利安那裡去，那時奧利安被任命為內華達州長的祕書並管理西部。 
克莱门斯與他哥哥乘公共馬車花了兩個星期多橫越大平原區和洛磯山脈，抵達位於鹽湖城的摩門教會社。這些經驗成為《苦行記》一書中的主要部分，並為《卡城名蛙》提供資料。克莱门斯的旅程止於內華達維吉尼亞城的銀礦，在此他成了一名礦工。
在放棄礦工一職後，克莱门斯在維吉尼亞城的一家報社《企業報》工作，並首次使用馬克吐溫一筆名。
吐溫此後到加州舊金山旅行，在那裡他繼續當一名記者，並開始做演講。他見了其他作家如布瑞特·哈得（Bret Harte）等。一次他被分配到夏威夷州，而這成為他的第一次演講。1867年，一家當地的報紙提供一次往地中海地區的輪船旅遊。
他在往歐洲和中東的旅程期間，寫了一系列旅行信件，並隨後彙編成紀行《傻子旅行》（1869年）。吐温在此次旅行中遇到了同船乘客查尔斯·兰登，並看到其姊歐麗維亞（Olivia Langdon Clemens）的相片而一見鍾情。兩人自1868年開始不斷往來，吐溫的首次求婚雖遭歐麗維亞回絕，但他繼續追求並成功克服了其父原先的反感。兩人一年後訂婚，1870年於紐約州埃尔迈拉結婚。歐麗維亞生了兒子蘭登，但蘭登在19個月大時死於白喉。
1871年，吐溫一家遷往康乃迪克州哈特福德，兩人育有三女：蘇西、克拉拉和珍。吐溫亦成為作家威廉·迪安·豪威爾斯（William Dean Howells）的好友。
吐溫之後再度到歐洲旅遊，這在1880 年一部書《浪跡海外》有作描述。1900年他回到美國，給他的舊公司償清欠款。吐溫的婚姻維持34年，直到歐麗維亞於1904年去世。
1906年，吐溫開始給《北美評論月刊》（North American Review）寫他自己的自傳。一年之後，他獲得牛津大學授與文學博士學位。
吐溫比珍和蘇西都活得久。他經過一段憂鬱的時期，這是從他的愛女蘇西在1896年死於腦膜炎時開始的。歐麗維亞在1904年的逝世及珍在1909年12月24日的死令吐溫更憂鬱。

## 作家生涯

### 概览
马克·吐温早期的作品多为轻松幽默的诗歌散文，后来逐渐演变为对人类虚荣、伪善以及残忍行为的描绘记录。他的中期作品，主要是《頑童歷險記》，揉合丰富的幽默、扎实的叙事和对社会的批判反思。吐温擅长使用口语化的表达形式，他协助创造并发扬基于美国精神和语言发展而成的一类独特的美国文学类型。出于各种各样的原因，吐温的很多作品在当时都受到压制。而因为频繁使用词语“黑鬼”(niggner)——在故事发生的内战前期，这是种非常常见的表达——《頑童歷險記》反复被美国高中教育抵制。
人们很难完整地编写马克·吐温传记，因为他的作品数量之巨大（很多发表在不知名的报纸上）以及他常常更换的不同笔名。此外，他的演说和讲座中，有很大一部分无法找到书面记录。因此，对吐温作品的收集是一个仍在持续进行的过程。最近的一次，研究者又于1995年再次发现吐温的作品。

### 详细
馬克·吐温的第一部巨著《卡城名蛙》，在1865年11月18日於《紐約週六報刊》首次出版。這作品在那裡出版的唯一原因是因為它完成得太遲，趕不及納入阿特姆斯·沃德（筆名）收集美國西部特色著作的書中。 
這以後，《沙里緬度聯邦報》（The Sacramento Union）派馬克吐溫去當時被稱為桑威奇群島的夏威夷作通訊記者，給聯邦報寄來關於那裡的事情的信。後來他在舊金山《加利福尼亞大地報》（The Daily Alta California）工作時也是根據這些幽默的信件寫出的，因為《加利福尼亞大地報》派了他取道巴拿馬運河從舊金山到紐約市，作巡迴記者。當時他就不斷寄出信件給報紙出版，諷刺而幽默地記錄他的所見所聞。1867年6月8日，吐溫乘遊艇前往費城，要住5個月。這一遊導致《傻子旅行》的誕生。
1872年，吐溫出版第二部旅行文學著作《苦行記》作為《傻子旅行》的續集。《苦行記》的內容是吐溫到內華達的旅程及在美國西部的後期生活的半自傳式描述。這書以「傻子」對歐洲和中東的很多國家的批評來諷刺美國及西方的社會。吐溫的下一作品《苦行記》把焦點放在美國社會上。之後的《鍍金時代》並不是旅行文學作品，因為這以前的兩本書都是旅行文學作品，而這是他第一次寫小說。這本書亦很著名，因為這是吐溫唯一一本與人合作寫成的書；這本書是由吐溫和鄰居查爾斯·達德利·沃納（Charles Dudley Warner）寫成的。
吐溫之後的兩本著作均是關於他在密西西比河上的經歷。《密西西比河的舊日時光》一系列的小品在1875年出版於《大西洋月刊》（The Atlantic Monthly），最具特色的是吐溫對浪漫主義的醒悟。吐溫在《舊日時光》之後更著了《密西西比河上的生活》。之後吐溫寫了這本書描寫他在漢尼拔的童年。吐溫模仿自己小時候的性格，塑造出湯姆·索亞的性格來。這書亦引入一角色哈克貝利·費恩為配角。
《王子與乞丐》的故事情節雖然今天常出現於很多電影和文學作品中，但其實並不普遍被接納。這是吐溫首次嘗試寫「乞丐」，其缺點是吐溫在英國社會並沒有太足夠的經歷。《王子與乞丐》寫作期間，吐溫亦開始《頑童流浪記》的寫作，並也把另一部遊記《浪跡海外》完成掉。《浪跡海外》是馬克·吐溫往中歐及南歐旅行的遊記。  
吐溫之後的出版著作為《頑童流浪記》，這本書出版以後，令他成為更著名的偉大美國作家。《頑童流浪記》是《湯姆歷險記》的續集，嚴肅的氣氛比後者更為濃厚。這書成為美國大部分學校的必修書，因為哈克放棄服從規矩，而很多這樣年齡的人正是這樣想（哈克的故事背景為還有奴隸制的1850年代）。吐溫於1876年夏，《湯姆歷險記》發行後手寫約400頁的《頑童流浪記》故事內容。
吐溫的妻子死於1904年，這以後他才得以把他的著作交予審查員及編輯者——他的妻子不喜歡的書籍出版。這些書中有一本是《神秘陌生人》，這本書並未在吐溫有生之年出版，所以人們找到1897至1905年之間的三種版本的手稿。這三種版本令這部著作的出版情況很混亂，而現在才可得到吐溫最先寫的版本。  
吐溫最後一部作品是他口述的自傳。一些案卷保管人和編輯者把這自傳重新整理一遍，要令它的格式更符合一般格式，因而一些吐溫的幽默字句被刪掉。

### 財務問題
吐溫從出版著作賺了很多錢，但他不適當的投資令他浪費了很多錢，其中大部分是投資在一些新發明上。這包括一種新創的鐵箍、一種新的蒸汽機、珂羅版（用來給印版雕刻的機器）和佩奇排字機。最後，還有他的出版社，起初能成功賣出尤里西斯·格蘭特的回憶錄，但後來還是失敗了。 
吐溫的作品能寫成，功劳也該歸他的一個新朋友，因為他解決了吐溫的財務困難。1893年，他與財政家及標準石油公司首長亨利·羅傑開始長達15年的友情。羅傑首先為吐溫申請破產，然後羅傑把吐溫著作的版權移交給吐溫的妻子歐莉維雅，以免債權人奪得版權。最後羅傑把吐溫的所有錢還給債權人。吐溫之後開始他的環球演講旅行，把債務都還清。

## 作品
- 《卡拉维拉斯郡著名的跳蛙》（The Celebrated Jumping Frog of Calaveras County）
- 《竞选州长》（Running for Governor）
- （The Adventures of Tom Sawyer）
- 《乞丐王子》（The Prince and the Pauper）
- （Adventures of Huckleberry Finn）
- 《百万英镑》（The Million Pound Bank Note）
- 《败壞了哈德莱堡的人》（The Man That Corrupted Hadleyburg）
- 《三万元遗产》（The $30,000 Bequest and Other Stories）
- 《案中案》（A Double Barrelled Detective Story）
- 《苦行記》（Roughing It）
- 《坏孩子的故事》（Story of the Bad Little Boy）
- 《火車上的吃人事件》（Cannibalism in the Cars）
- 《我最近辞职的事实经过》（The Facts Concerning The Recent Resignation）
- 《田纳西的新闻界》（Journalism In Tennessee）
- 《好孩子的故事》（The Story of the Good Little Boy）
- 《我怎样编辑农业报》（How I Edited an Agricultural Paper）
- 《大宗牛肉合同的事件始末》 （The Facts In The Case Of The Great Beef Contract）
- 《我给参议员当秘书的经历》（My Late Senatorial Secretaryship）
- 《康州美國佬大鬧亞瑟王朝》（A Connecticut Yankee in King Arthur's Court）
- 《哥尔斯密的朋友再度出洋》（Goldsmith's Friend Abroad Again）
- 《神秘的访问》（A Mysterious Visit）
- 《一个真实的故事》（A True Story）
- 《法国人大决斗》（The Great French Duel）
- 《稀奇的经验》
- 《加利福尼亚人的故事》（The Californian's Tale）
- 《他是否还在人间》（Is He Living or Is He Dead?）
- 《和移风易俗者一起上路》（Travelling with a Reformer）
- 《狗的自述》（A Dog's Tale）
- 《镀金时代》（Gilded Age）
- 《人的五大恩賜》（The Five Boons of Life）
- 《傻子旅行》（The Innocents Abroad）
- 《巾幗英雄貞德傳》（Personal Recollections of Joan of Arc）

## 索引
1. ↑  見《海倫凱勒自傳》，海倫·凱勒著
2. ↑  .   [2006-09-10]. （原始内容存档于2018-05-06）. （页面存档备份，存于）
3. ↑  .   [2006-11-17]. （原始内容存档于2006-10-16）. （页面存档备份，存于）
4. ↑   Lauber, John. The Inventions of Mark Twain: a Biography. New York: Hill and Wang, 1990.
5. ↑   Cox, James M. Mark Twain: The Fate of Humor. Princeton University Press, 1966.

## 外部連結
- A Cunnecticut Yankee in the King Arthur's Court （页面存档备份，存于） Audiobook

### 作品
- inauthor:"Mark Twain" - 搜索 Google 圖書
- inauthor:"馬克吐溫" - 搜索 Google 圖書
- 马克·吐温的作品  - 古騰堡計劃. More than 60 texts are freely available.
- Mark Twain Quotes, Newspaper Collections and Related Resources （页面存档备份，存于）
- Twain on The Awful German Language
- Audio book recording with accompanying text of Adventures of Huckleberry Finn （页面存档备份，存于）.
- Many Twain stories are read in Mister Ron's Basement (Number 431 -- Celebrated Jumping Frog, Numbers 195-199, Number 146 -- Million Pound Banknote, Nos. 67-71, and Number 6 -- The War Prayer) Podcast
- Mark Twain on Scientific Research / Pains of Lowly Life （页面存档备份，存于） (1900)
- Mark Twain Quotes （页面存档备份，存于）
- Quotes mistakenly attributed to Mark Twain

### 研究學習
- The Mark Twain Papers and Project of the Bancroft Library, University of California Berkeley （页面存档备份，存于）. Home to the largest archive of Mark Twain's papers and the editors of a critical edition of all of Mark Twain's writings.
- Mark Twain Room (Houses original manuscript of Huckleberry Finn) （页面存档备份，存于）
- The University of California Press Publishers of the critical edition of Mark Twain's writings.
- Elmira College Center for Mark Twain Studies
- Ever the Twain Shall Meet, a guide to Mark Twain on the Web
- The Fountain Pens used by Mark Twain
- "The Mark Twain they didn’t teach us about in school" （页面存档备份，存于）, by Helen Scott, from International Socialist Review 10, Winter 2000, pp.61-65.
- The Mark Twain Museum's education section has lesson plans for teachers as well as homework help for students （页面存档备份，存于）
- University students discuss Mark Twain's essay Luck

### 生平
- Full text of My Platonic Sweetheart  （页面存档备份，存于）, a dream journal by Mark Twain
- Full text of the biography Mark Twain （页面存档备份，存于） by Archibald Henderson
- The Mark Twain House in Hartford, CT （页面存档备份，存于）
- The Mark Twain Boyhood Home in Hannibal, MO （页面存档备份，存于）
- The Hannibal Courier Post A Look at the Life and Works of Mark Twain
- Mark Twain: Known To Everyone—Liked By All （页面存档备份，存于）, a Ken Burns film shown on PBS.
- Literary Pilgrimages—Mark Twain sites （页面存档备份，存于）

### 其他
- "Origins of the name Mark Twain" （页面存档备份，存于）, from Encyclopaedia Britannica latest edition, full article.